# Odlikovanje za vojne zasluge (Urugvaj)
Odlikovanje za vojne zasluge (špa. Medalla al Mérito Militar) najviše je urugvajsko državno vojno odlikovanje za iznimne vojne zasluge i ostvaraje. Dodjeljuje ga urugvajski predsjednik vojnim osobama za činove od izmnimnog značenja za očuvanje urugvajske neovisnosti i samostalnosti te održavanje mira i u zemlji, ali i u cijeloj Južnoj Americi. Dodjeljuje se rijetko i u tri razreda s vrpcom i ogrlicom.
Odlikovanje je uspostavljeno 28. studenog 1991., kao zamjena za "Red za vojne zasluge Artigasovih suboraca" ugašen 1985. godine, od strane Ministarstva nacionalne obrane.
Pravila i zahtjevi za dodijeljivanje odlikovanja zakonski su propisani i određeni 29. siječnja 1992. izglasavanjem prijedloga zakona u Parlamentu.

## Razredi
Odikovanje se dodjeljuje u tri počasna razreda s ili bez počasnog mača:
- Prvi razred dodjeljuje se vrhovnim zapovjednicima (generalima) i nacionalnim junacima
- Drugi razred dodjeljuje se nižim vojnim zapovjednicima i istaknutim vojnicima
- Treći razred dodjeljuje se časnicima i civilima koji su se svojom borbom istaknuli u ostvarenju vojnih ciljeva